# Lactarius lignyotellus
Lactarius lignyotellus é um fungo que pertence ao gênero de cogumelos Lactarius na ordem Russulales. Encontrado na Europa, foi descrito cientificamente pelos micologistas norte-americanos Lexemuel Ray Hesler e Alexander H. Smith em 1962.